# The Devil and God Are Raging Inside Me
The Devil and God Are Raging Inside Me es el tercer álbum de Brand New. Además, es el primer álbum de la banda con la multinacional Interscope Records, que lo lanzó en diversas fechas de noviembre de 2006 en distintas partes del mundo.
Con este nuevo trabajo, Brand New continúa evolucionando en la senda que abrió con Deja Entendu. The Devil and God are Raging Inside Me es un disco aún más complejo, experimental, oscuro, denso y con unas letras que hablan de amor, muerte o la religión. El título del disco (El diablo y Dios están rabiando dentro de mi) hace referencia a una conversación que tuvo Lacey con un amigo sobre otro que padecía esquizofrenia. La crítica y los fanes volvieron a aplaudir conjuntamente este nuevo trabajo de la banda de Lacey y debutó en el puesto 31 del Billboard 200 de 2006 vendiendo 60 000 copias en la primera semana a la venta. Se han extraído dos sencillos del CD, "Sowing Season (Yeah)", que fue el primero, y "Jesus".
Varias de las canciones que aparecieron en el álbum pirata de comienzos de 2006, New Album Demos, fueron finalmente aceptadas para regrabarlas y remasterizarlas para el disco final, tal y como se fue anunciando en diversas webs cuando se filtró ese álbum de 9 canciones. Por ejemplo, la pista "Untitled 08 (Yeah)" de New Album Demos fue regrabada y corresponde a "Sowing Season (Yeah)". Lo mismo sucede con "Untitled 06 (Mamas)" que en el álbum es "Luca". "Untitled 03 (Brothers)" fue incluida, con distinta letra, como "Coca-Cola" en el sencillo promocional de "Sowing Season (Yeah)". Todas las canciones fueron escritas por Jesse Lacey, excepto "Handcuffs", compuesta por Accardi. Además, en los créditos del CD, se dedica el disco a 15 personas del entorno de la banda que murieron durante la grabación.
La crítica especializada aplaudió, unánimemente, este The Devil and God are Raging Inside Me y fue considerado disco del año 2006 por Punknews.org y fue incluido por Alternative Press como uno de los 10 álbumes esenciales de 2006.

## Listado de canciones
1. "Sowing Season" – 4:30
2. "Millstone" – 4:16
3. "Jesus Christ" – 5:18
4. "Degausser" – 5:32
5. "Limousine (MS Rebridge) – 7:42
6. "You Won't Know" – 5:42
7. "Welcome to Bangkok" – 3:05
8. "Not the Sun" – 3:09
9. "Luca" – 5:08
10. "--"/"Untitled" – 2:04
11. "The Archers Bows Have Broken" – 4:14
12. "Handcuffs" – 4:10

Canción extra para la edición británica:
1. "Luca - Reprisal Version" – 4:02

## Créditos
- Jesse Lacey – cantante, guitarra
- Vincent Accardi – guitarra, coros
- Garrett Tierney – bajo
- Brian Lane – batería, percusión
- Derrick Sherman – guitarra

- Arina Yalkowsky - Theremín en "Luca"
- Ron Piscitello - percusión
- Brent Arnold - Chelo en "Handcuffs"
- Margaret White - Viola